# El Faro de Bucerías
El Faro de Bucerías är en ort i Mexiko.   Den ligger i kommunen Aquila och delstaten Michoacán de Ocampo, i den södra delen av landet, 500 km väster om huvudstaden Mexico City. El Faro de Bucerías ligger 13 meter över havet och antalet invånare är 396.
Terrängen runt El Faro de Bucerías är varierad. Havet är nära El Faro de Bucerías åt sydväst. Runt El Faro de Bucerías är det glesbefolkat, med 8 invånare per kvadratkilometer. Närmaste större samhälle är Santa María de Ostula, 17,2 km norr om El Faro de Bucerías. I omgivningarna runt El Faro de Bucerías växer i huvudsak lövfällande lövskog.